# Juan Gil
Juan Gil (Olvés, Saragossa, 1495? - Sevilla, novembre de 1555) va ser un teòleg protestant, processat i sentenciat a mort per la Inquisició, comunament anomenant pel seu nom llatínitzat com a Doctor Egidio.

## Biografia
Va començar a estudiar a teología al Col·legi de Sant Ildefons. Professor a Alcalá de Henares fins a finals de la dècada de 1530, formava part de les clienteles del inquisidor general Alonso Manrique, i quan aquest es va retirar a Sevilla el 1529, fugint de l'ambient pesat de la Cort, el va cridir per triar a la canonjía magistral de la catedral sevillana.
Allí va exercir la seva labor, difonent una sensibilitat religiosa que entroncava directament amb l'ambient erasmista i valdes, propers a l'arquebisbe Manrique. Gradualment va derivar cap a una mística de la justificació per la fe i es va convertir en un dels més amplis difusors de la sensibilitat religiosa protestant a Sevilla, però també a Valladolid i a Aragó, d'on era originari. Sembla que la universitat va entrar en contacte amb un home andalús, no molt il·lustrat però ja addicte al luteranisme, Rodrigo de Valer, com s'explica en les Arts de la Inquisició.
El Cabildo de la catedral de Sevilla el va reclamar com a predicador al 1533. Aviat va aconseguir gran fama entre els feligresos de Sevilla degut a les seves predicacions que, juntament amb la seva amistat amb l'arquebisbe, li van valer la promoció a canonge magistral de la Catedral, convertint-se en un dels protagonistes de la vida religiosa de la ciutat. A la mort d'Alonso de Manrique el 1538, va ser nomenat visitador de l'arxidiòcesi per substituir l'arquebisbe durant el temps que un altre era nomenat. Durant aquests anys es va relacionar amb personatges destacats dels cercles heterodoxos sevillans, com Constantino de la Fuente o Francisco de Vargas, al costat dels qui estudiava i predicava regularment en les reunions que van dirigir en diferents esglésies i monestirs, com el Col·legi de la Doctrina dels nens o els monestirs de Sant Pau, Santa Paula i Santa Isabel, anys després sospitosos d'acollir reunions ilegals de luterans.
Entre 1533 i 1549, la seva carrera eclesiàstica va seguir el seu curs de reconeixements i honors, va representar al Cabildo en qualitat de procurador en les juntes eclesiàstiques nacionals de 1541, i fins i tot va assessorar esporàdicament a Tribunal de el Sant Ofici. Per això no és estrany que el mateix Carles V, el proposés per al Bisbat de Tortosa al 1549. No obstant això, Egidi va ser descartat immediatament d'aquesta candidatura, al presentar-se aquest mateix any una acusació d'heretgia cap a la seva persona al tribunal inquisitorial de Sevilla.
Reincorporat al seu lloc de treball, al setembre de 1553, el Cabildo no va tornar encarregar-li sermons, però el 1555 va ser escollit per vetllar pels interessos capitulars a Valladolid, amb motiu de les Corts. Durant aquest viatge va tenir ocasió d'entrevistar-se amb protestants del grup de Valladolid, com Carlos de Seso, el batxiller Herrezuelo i Pedro Cazalla, i els testimonis manifesten que estaven d'acord en la doctrina sobre la justificació.
Poc després d'aquest viatge va morir al novembre de 1555.

## Condemnes
Va ser condemnat el 1552 per primera vegada pel Sant Ofici, obligat a retractar-se el diumenge 21 d'octubre de 1552, un dia de gran afluència a la catedral. La condemna incloïa un any de presó, misses, dejunis, confessions regulars i la prohibició per deu anys de qualsevol tipus d'aparició en acte públic secular o religiós. Al poc temps va aconseguir commutar els seus anys de presó per reclusió obligatòria a la Cartoixa de Jerez de la Frontera. Tot i que el procés s'ha perdut, es conserven la sentència final i aquest text de abjuració a la Biblioteca Colombina de Sevilla.
Una segona vegada, després de mort, es va confirmar el seu actiu protagonisme com difusor de la fe reformada a la península; amb aquest motiu els seus ossos van ser desenterrats i cremats juntament amb els de Constantino de la Fuente, qui li havia succeït en la catedral, el 22 de desembre de 1560.